# García I Íñiguez
García Íñiguez (García anche in spagnolo e in asturiano, Garcia, in galiziano e in portoghese, Gartzia, in basco e Garzia, in aragonese e in catalano; 810 circa – Lumbier, 882) fu prima reggente (842-852) e poi re di Pamplona dall'852 fino alla sua morte.

## Origine
Figlio del re di Pamplona Íñigo I Íñiguez, primo re della dinastia degli Íñiguez, come riporta il Codice di Roda, che non nomina la madre, che come riportato nel Libro de Regla del Monastero di Leire (non consultato) era Onneca Velásquez, figlia di Velasco, nobile di Pamplona che il Diccionario de antigüedades del reino de Navarra la cita con il nome di Eximina

Íñigo I Íñiguez Arista era figlio di Íñigo Jiménez Arista. Lo storico arabo Ibn Hayyân suggerisce che il padre di Íñigo si chiamasse anche lui Íñigo; altre fonti ipotizzano che fosse figlio di Semen o Jimeno, mentre altre ancora ipotizzano che Íñigo Íñiguez e Íñigo Jiménez fossero due persone distinte che si succedettero sul trono di Pamplona († dopo il 790, figlio di Semen che in tarda età, dall'812 all'816, divenne duca di Guascogna) e della moglie Oneca (o forse Leodegundia delle Asturie) che era stata la seconda moglie del capo dei Banu Qasi (Musá ibn Fortún di Tudela, signore con possedimenti nella valle dell'Ebro) ed era rimasta vedova nel 788.

Secondo il codice di Roda era figlio di Jimeno I Garcés ed era fratello di García II Jiménez; anche En los albores del reino¿dinastía Iñiga?,¿dinastía Jimena? tratta la questione accettando che Íñigo e Garcia furono fratelli.

## Biografia
Secondo La web de las biografias García fu educato a Cordova, come ospite della corte dell'emiro di al-Andalus al-Ḥakam I ibn Hishām.
Garcia, secondo la Cronica di Roda aveva sposato Urraca, che secondo alcune fonti, tra cui lo storico Jaime de Salazar y Acha, era la figlia di Musà ibn Musà ibn Fortún, il capofamiglia dei Banu Qasi. Ma secondo altre fonti era di stirpe reale: Rodrigo Ximénez de Rada, vescovo di Toledo e storico, scrisse che García sposò "Urracam, de Regio semine".
Lo storico genealogista basco Jean de Jaurgain (1842–1920), nel suo la Vasconie, interpretò la frase (Urracam, de Regio semine), nel senso che anche Urraca discendeva dalla stirpe ducale di Guascogna ed era figlia di Sancho II.
Durante gli ultimi anni del regno di suo padre Íñigo, colpito da paralisi nell'842, Garcia divenne reggente del regno e fu a fianco del fratellastro di suo padre, Musa II, nel combattere l'emiro di Cordova Abd al-Rahmán II come riportano La web de las biografias la Gran enciclopedia catalana, e il Diccionario biográfico español, Real Academia de la Historia.

Il figlio dell'emiro di al-Andalus, Muḥammad I ibn ʿAbd al-Raḥmān attaccò allora i ribelli e li sconfisse. A seguito della sconfitta sembra che García, pur continuando a essere reggente per conto di suo padre, il re Íñigo, fosse affiancato, come co-reggente, dal fratello del padre, García II Jiménez.
Quando suo padre Íñigo morì, nell'852, García gli succedette, con la co-reggenza prima dello zio García, e poi del cugino Íñigo II Garcés.
Dopo l'852 sposò, in seconde nozze, Leodegunda, figlia ultimogenita del re delle Asturie Ordoño I e di Munia, come riportato dal codice di Roda (alcune fonti riportano che il marito fu Sancho Garcés di Pamplona, infante di Navarra, figlio dello stesso García I Íñiguez).

In seguito al matrimonio, Garcia si avvicinò al re delle Asturie in una politica conflittuale con l'emirato di Cordova, e, nel'854, inviò truppe in ausilio al re delle Asturie Ordoño I, che era intervenuto in appoggio alla popolazione di Toledo in rivolta, poi si scontrò con Musa II dei Banu Qasi, che si era riavvicinato all'emiro, Muhammad I, nell'858, lo sconfisse nella battaglia di Albelda.
Nell'859 un contingente di Vichinghi arrivò in Navarra, raggiunse Pamplona e secondo l'arabista, islamista, storico francese Évariste Lévi-Provençal, nel suoDu nouveau sur le royaume de Pampelune au IXe siècle, catturò Garcia, che fu trattenuto prigioniero sinché non fu stabilito di pagare 70.000 dinari, per il riscatto; non potendo raccogliere tutta la somma, Garcia fu liberato in cambio di diversi ostaggi.
Abbandonata la vecchia alleanza con i Banu Qasi e migliorati ulteriormente i rapporti con il re delle Asturie, Ordoño I, Garcia, nell'859, fu attaccato dalle truppe di al-Andalus e dei Banu Qasi, che lo sconfissero e devastarono il territorio di Pamplona.
Poi, nell'860, durante un altro attacco alla Navarra, i Mori fecero prigioniero suo figlio Fortunato, che languì in carcere a Cordova per circa vent'anni (liberato nell'880), come riporta lo storico medievalista navarro José María Lacarra, nel suo Historia del Reino de Navarra en la Edad Media.

A seguito dell liberazione del figlio, nell'880, Garcia fa una donazione al monastero di Leire, come riporta Jean de Jaurgain, nel suo la Vasconie.
Durante il suo regno, specialmente dopo la morte di Musa II (862), Garcia, garantendo la pace nella zona, favorì i pellegrini che viaggiavano verso Santiago di Compostela. Egli difese zelantemente il regno contro le pressioni esercitate dal regno islamico di al-Andalus.
García I morì nella battaglia di Lumbier, nell'882, combattendo l'emiro di Cordova Muḥammad I, in cui le armi cristiane furono sconfitte.

Sul trono di Pamplona gli succedette il figlio Fortunato, già associato al trono dall'876.
García fu inumato nel Monastero di Leire.

## Discendenza
García da Urraca ebbe cinque figli:
- Fortunato (circa 830 - circa 925), re di Pamplona[10] dall'882 al 905. Fu il nonno materno di Toda di Navarra.
- Sancho[10], nonno paterno di Toda di Navarra, moglie del re di Navarra, Sancho I Garcés.
- Jimena (circa 848-912), sposò, nell'870 circa il nuovo re delle Asturie, Alfonso III, figlio di Ordoño I, come riportato nella Apendice della España sagrada, Volume 19[26].
- Oneca, sposò il conte d'Aragona Aznar II Galíndez[10].
- Velasquita, sposò il governatore di Huesca, Mutarif ibn Musa (figlio del capofamiglia dei Banu Qasi, Musà ibn Musà ibn Fortún), giustiziato a Cordova nell'873.

García da Leodegunda non ebbe figli.

### Fonti primarie
- (LA)  Textos navarros del Códice de Roda Archiviato il 31 gennaio 2021 in Internet Archive..
- (ES)  CRONICA DE SAN JUAN DE LA PEÑA.
- (LA)  España sagrada, Volume 19.

### Letteratura storiografica
- Rafael Altamira, il califfato occidentale, in L'espansione islamica e la nascita dell'Europa feudale, collana «Storia del mondo medievale», II volume, Milano, Garzanti, 1999  [1979],  pp. 477-515.
- (ES)  (LA)  #ES Diccionario de antigüedades del reino de Navarra
- (ES)  #ES En los albores del reino¿dinastía Iñiga?,¿dinastía Jimena?.
- (FR)  #ES La Vasconie.
- (ES)  #ES Historia del Reino de Navarra en la Edad Media.